# Самый опасный человек
«Са́мый опа́сный челове́к» (англ. A Most Wanted Man) — шпионская драма 2014 года режиссёра Антона Корбейна по сценарию Эндрю Бовелла, основанному на одноимённом романе Джона ле Карре. Фильм посвящён памяти исполнителя главной роли Филипа Сеймура Хоффмана и британского продюсера Саймона Ченнинга Уильямса, скончавшихся в 2014 году.

## Сюжет
Фильм начинается с прибытия в Гамбург русско-чеченского иммигранта Исы Карпова (Григорий Добрыгин), претендующего на большое состояние на банковском счёте своего покойного отца. Найдя убежище у Лейлы (Дерия Алабора) и её сына, Иса при помощи адвоката по правам человека Аннабель Рихтер (Рэйчел Макадамс) пытается добиться своего ради пожертвования денег на благотворительность.
Команда сотрудника спецслужб ФРГ Гюнтера Бахманна (Филип Сеймур Хоффман), находящегося не в ладах с начальником разведки Гамбурга Дитером Мором (Райнер Бок), готова к разработке Исы, чтобы получить доказательства его связей с террористами. С этой целью Бахманн обратился к Рихтер и владельцу частного банка Томми Брю (Уиллем Дефо). Но Бахманн охотится не за Исой, а за доктором Фейсалом Абдуллой (Хомаюн Эршади), уважаемым мусульманским учёным и филантропом, подозреваемым в тайном финансировании террористической деятельности путём пожертвований для кипрской судоходной компании.
Под давлением агента ЦРУ Марты Салливан (Робин Райт) Бахманну даётся 72 часа, чтобы раскрыть всю преступную схему.

## В ролях
Одна из последних ролей Филипа Сеймура Хоффмана, скончавшегося в феврале 2014 года.
| Актёр                | Роль                  |
| -------------------- | --------------------- |
| Филип Сеймур Хоффман | Гюнтер Бахманн        |
| Рэйчел Макадамс      | Аннабель Рихтер       |
| Григорий Добрыгин    | Иса Карпов            |
| Уиллем Дефо          | Томми Брю             |
| Робин Райт           | Марта Салливан        |
| Дерия Алабора        | Лейла                 |
| Даниэль Брюль        | Макс                  |
| Нина Хосс            | Эрна Фрей             |
| Херберт Грёнемайер   | Микаэль Аксельрод     |
| Мартин Вуттке        | Адмирал               |
| Костя Ульман         | Рашид                 |
| Хомаюн Эршади        | доктор Фейсал Абдулла |
| Райнер Бок           | Дитер Мор             |

## Производство и прокат
Основные съёмки проходили в сентябре 2012 года в Гамбурге в Германии. Распространением фильма по кинотеатрам занялись компании «Lionsgate» (США), «Roadside Attractions» и «Entertainment One» (Великобритания).
На премьере фильма в январе 2014 года на 30-м кинофестивале «Сандэнс» режиссёр Антон Корбейн сказал: «Я хотел сделать что-то про нашу жизнь после 11 сентября, и про то, как быстро изменился мир и мы стали делить людей на чёрных и белых».
Появившись в последний раз на публике в Сандэнсе, Хоффман, рассказывая про своего героя, заявил, что хочет воздать должное характеру, созданному Ле Карре, и «осветить его путь удивительным образом», а также «тем, кто не был одинок, будет трудно [принять Бахманна]. Он очень одинокий, движимый, одержимый парень, многое прощающий себе. Очень много черт, свойственных людям этого класса». 
Робин Райт заявила, что Хоффман — «невероятный артист, мы работали вместе несколько лет назад, снимались в каком-то небольшом фильме для НВО, и он выкладывался на полную катушку, его требовательность к себе великолепна, для меня работа с ним на съёмочной площадке — как благословение в профессии». В свою очередь, Рэйчел Макадамс сказала, что «сюжет ленты, ситуации, персонажи — сложные. Трудные. Тяжёлые. Режиссёр помогал нам тем, что у него никогда не отказывало чувство юмора».
Григорий Добрыгин отметил, что «Филип на площадке казался закрытым человеком, почти не здоровался, находился в своём мире. Потом, на премьере на американском кинофестивале „Сандэнс“, Филип обнял меня и сказал, что я — молодец, что я боролся и победил. После этого мне уже всё равно, что скажет кто-то другой».
После смерти Хоффмана 2 февраля 2014 года Корбейн заявил, что, глядя на наследство Филипа, подавляющее своей глубиной и масштабом, думаешь, что он был лучшим характерным актёром. После съёмок фильма Корбейн просил Хоффмана сняться в небольшой роли в своем следующем фильме — о Джеймсе Дине и фотографе, которые изменили жизни друг друга.
11 апреля 2014 года был выпущен первый трейлер фильма, а 30 июня — второй. 25 июля фильм вышел в ограниченный прокат в 361 кинотеатрах США. На тот момент касса составляла 7 264 691 долларов США.
В июне фильм был показан в основном конкурсе 36-го Московского международного кинофестиваля, где был одним из главных претендентов на награды.
5 сентября стартовал прокат фильма в кинотеатрах Великобритании и Ирландии.

## Критика
Фильм «Самый опасный человек» был встречен положительными отзывами. На сайте «Rotten Tomatoes» его рейтинг составил 90 % на основе 112 отзывов. На сайте «Metacritic» фильм имеет оценку 74 из 100 на основе рецензий 40 критиков.
После издания книги Ле Карре в 2008 году Клэр Фермонт из «Socialist Review» отмечала, что действие романа разворачивается в параллельной вселенной, где моральные правила и этика искажены или вовсе отсутствуют, а государственные агенты потеряли всякую связь как с человечеством в целом, так и с людьми, чьи жизни они разрушают. 
Майкл О’Салливан из «The Washington Post» писал, что в фильме показаны грубые способы работы спецслужб, в частности, надевание мешка на адвоката и её допросы в клетке. 
Ричард Лоусон из «Vanity Fair», отметив разочаровывающую концовку фильма, сказал, что «мир, в котором мы живём — несправедлив. По крайней мере, у нас некоторое время был Филип Сеймур Хоффман, чтобы помочь нам осветить его». 
Тай Бёрр из «Boston Globe» заявил, что «с фильмом „Самый опасный человек“ мы точно не в реальном мире. Мы в стране Джона Ле Карре с её ландшафтом вымышленного шпионажа, который, однако, гораздо ближе к компромиссам, предательствам и сомнительной нравственности реальной политики, чем осмеливаются показать большинство фильмов и книг». 
Джон Симли из «The Globe and Mail» отметил, что фильм приводит к выводу «прагматического пессимизма, утомлённой мудрости, что в шпионаже, как и в жизни, трудно выиграть».
Кинокритик Дана Стевенс из «State» заметила, что «Филип Сеймур Хоффман является или, чёрт возьми, был виртуозом в роли таких людей, как Гюнтер Бахманн, — одиноких маньяков, чья слабость и неправильный образ жизни не делает их менее яркими и отзывчивыми». Джон Касс из «Chicago Tribune» отметил, что Бахманн был частью если не всей жизни Хоффмана, то его души. Дэвид Денби из «The New Yorker», говоря о главном герое, заметил, что:

Природа Бахманна, похоже, отражает неустроенность Хоффмана в его последние дни. Бахман постоянно курит и наливает себе виски. Хоффман в торчащей из-под одежды рубашке мечется между комнатами, рычит на всех с немецким акцентом. Он почти никогда не улыбается, почти никогда не смотрит на людей, кроме как угрожающе хмурясь, подобно бульдогу. Фильм наделяет обычного для Ле Карре разумного скептика некоторыми чертами нежности, которые сближают его с обычным киногероем. Однако героические качества Хоффмана не нуждаются в смягчении. Великий актёр, он нёс своё отчаяние и огромное чувство ответственности до самого конца.
Оригинальный текст (англ.)Bachmann’s nature seems to reflect Hoffman’s unsettled state in his final days. Bachmann smokes constantly and pours himself whiskey neat. Hoffman, his shirt hanging out, tears through rooms, growling at everyone in German-accented English. He almost never smiles, almost never looks at people until he turns threateningly toward them with a bulldog frown. The film gives le Carré’s bitterly intelligent man some streaks of tenderness, which bring him closer to a conventional movie hero. Yet the heroic quality in Hoffman doesn’t need softening. A great actor, he carried his despair and his outsized sense of responsibility with him to the end.

Керри Браун из «The Star» отметил, что «как ни печально об этом думать, но Хоффмана уже нет с нами. „Самый опасный человек“ стал достойной эпитафией человеку и актёру, который всегда стремился расширить границы своего потрясающего таланта». Манохла Даргис из «The New York Times» сказала, что интенсивность игры Хоффмана хорошо выглядит в обрамлении сюжета Ле Карре и визуального стиля Корбейна, в результате чего фильм становится его завещанием. Брайан Таллерико на сайте кинокритика Роджера Эберта отметил, что:

Антон Корбейн — подробный, точный режиссёр, и это сообщило захватывающий уровень детализации недооценённому «Американцу». Здесь же его точность превращает обычную безнадежность Ле Карре в шпионскую игру, которая, как известно, никогда не заканчивается добром для всех сторон. В сегодняшнем мире шпионажа кто-то всегда должен проигрывать. Это отнюдь не полный провал, но недостатки «Самого опасного человека» напоминают нам не о том, сколько надежды и человечности мы потеряли на международном уровне с 11 сентября, но сколько мы потеряли, попрощавшись с невероятным актёром.
Оригинальный текст (англ.)Anton Corbijn is a detailed, precise filmmaker, a fact that brought a fascinating level of detail to the underrated "The American." Here, his precision plays up Le Carre’s hopelessness in a spy game that one knows will never work out the right way for all parties involved. In today’s world of espionage, someone is always going to lose. It's far from a complete failure but the flaws of “A Most Wanted Man” remind us not of how much humanity and hope we’ve lost internationally since 9/11 but how much we’ve lost by saying goodbye to an incredible actor.

Кинокритик Антон Долин сказал, что этот фильм — «прощальная роль Филиппа Сеймура Хоффмана и первая серьёзная голливудская работа нашего соотечественника Григория Добрыгина». 
Ярослав Забалуев из «Газеты.ru» отметил, что из-за «вредоносной сентиментальности» Корбейна «наиболее интересной частью „Самого опасного человека“ становится последний полностью завершённый выход на экран великого актёра Хоффмана». 
Денис Рузаев из «РБК» заметил, что фильм «в первую очередь служит критикой американской внешней политики, не сильно изменившейся со сменой Буша-младшего (книга вышла ещё при его правлении) на Обаму. Этот, пусть и праведный, запал заслоняет здесь все маленькие трагедии отдельных персонажей, что наиболее наглядно отображается через внутренний конфликт героя Григория Добрыгина. Пресловутый самый опасный человек, оказываясь предоставленным самому себе, не может найти себе занятия содержательнее, чем бесконечные запуски бумажного самолета в голую стену напротив. Следствие психологической травмы или аллюзия на 11 сентября? Вместо ответа фильм Корбайна выводит типичный лекарровский триллер в духе „Шпион, выйди вон“. А размышление о разрушительном действии этой войны всех против всех на души участников оборачивается банальным высказыванием о том, что эта война не только вечна, но и безысходна».